# Ödra
Ödra är det tredje studioalbumet av Orsa spelmän, utgivet 1998 av Mono music.

## Låtlista
1. New Dehli (Pererik Moraeus) – 2:07
2. Orrängsvalsen (Leif Göras) – 2:36
3. Uraipa (Olle Moraeus) – 5:25
4. Brudmarsch till Olle och Birgitta (Leif Göras) – 2:18
5. Scottish Schottis (Olle Moraeus) – 2:21
6. Bodakôlla (Olle Moraeus) – 3:13
7. Annas visa (Leif Göras) – 3:36
8. Golfswingen (Pererik Moraeus) – 2:06
9. Perras vårlåt (Leif Göras) – 2:35
10. Hillgitt'n (Leif Göras) – 2:29
11. Indusbacken (Nils-Erik Göthe) – 1:44
12. Puttes hyllningspolska (Leif Göras) – 3:02
13. Skänklåt (Leif Göras) – 2:30
14. Olles Anna (Olle Moraeus) – 3:20
15. Stjuls på Källhagen (Pererik Moraeus) – 1:45
16. Koppången (sång) (Pererik Moraeus) – 4:21

Total tid: 45:46

## Medverkande
- Orsa spelmän:
  - Leif Göras – fiol, cowboystämma
  - Nicke Göthe – fiol
  - Pererik Moraeus – fiol, sopransaxofon, flöjt, klarinett, ölburk
  - Olle Moraeus – fiol, grytlock
  - Kalle Moraeus – fiol, altfiol, gitarr, elgitarr, cittra, bas, ukulele, banjo, papperskorg
- Benny Andersson – dragspel, synclavier, orgel, flygel, tuba
- Pelle Klockar – bas
- Pether Olsson – dragspel